# James Karl Hoffmeier
James Karl Hoffmeier (* 13. Februar 1951 in Kairo) ist ein Ägyptologe, Archäologe und Alttestamentler.
Bis zu einem Alter von 16 Jahren lebte Hoffmeier in Ägypten. Danach studierte er am Wheaton College und an der University of Toronto. Von 1980 bis 1999 war er Professor für Archäologie und Altes Testament am Wheaton College.
Von 1975 bis 1977 war Hoffmeier Mitarbeiter beim Akhenaten Temple Project unter der Leitung von Donald B. Redford. Von 1999 bis 2008 leitete er das North Sinai Archaeological Project, welches die ägyptischen Grenzen zur Zeit des Neuen Reiches untersuchte. Hoffmeier suchte auch nach möglichen Beziehungen zur Exodus-Erzählung. Er führte unter anderem Ausgrabungen in Tell el-Borg durch.
Hoffmeier wirkte auch bei verschiedenen TV-Programmen mit, beispielsweise für History und Discovery Channel.

## Schriften
- Israel in Egypt. The Evidence for the Authenticity of the Exodus Tradition. Oxford University Press, Oxford/New York 1999.
- Als Herausgeber zusammen mit Alan Millard: The Future of Biblical Archaeology. Reassessing Methodologies and Assumptions. The Proceedings of a Symposium August 12-14, 2001 at Trinity International. William B Eerdman Co, Cambridge 2004.
- The Immigration Crisis. Immigrants, Aliens, and the Bible. Crossway Books, Wheaton (Illinois) 2009.
- Die antike Welt der Bibel. Eine Reise zu den bedeutendsten archäologischen Entdeckungen im Alten Orient. Brunnen, Basel 2009.
- Ancient Israel in Sinai. The Evidence for the Authenticity of the Wilderness Tradition. Oxford University Press, Oxford/New York 2011.
- Als Herausgeber mit Dennis R. Magary: Do Historical Matters Matter to Faith? A Critical Appraisal of Modern and Postmodern Approaches to Scripture. Crossway Books, Wheaton (Illinois) 2012.
- Tell El-Borg I. Excavations in North Sinai: The „Dwelling of the Lion“ on the Ways of Horus. Eisenbrauns, Winona Lake.
- Akhenaten and the Origins of Monotheism. Oxford University Press, Oxford/New York 2015.
- The Archaeology of the Bible. Kregel Publications, 2015.